# Krzysztof Birula-Białynicki
Krzysztof Birula-Białynicki (Vilnius, 15 agosto 1944 – Łódź, 30 gennaio 2014) è stato un allenatore di hockey su ghiaccio e hockeista su ghiaccio polacco.

## Carriera

### Club
Cresciuto nello ŁKS Łódź, con la squadra polacca gioca dal 1962 al 1974, ottenendo come miglior risultato il 3º posto nel campionato nazionale 1970-1971. In due occasioni consecutive (1966-1967 e 1967-1968) fu capocannoniere del campionato polacco di I Liga.
Nel 1975 si trasferì in Italia per giocare nel Cortina, dove rimase per due stagioni. Il 3º posto nella Serie A 1976-1977 rimane il suo miglior risultato in Italia. Passò poi ai Diavoli Milano di Milano e al Brunico, prima di ritirarsi definitivamente dalle piste, nel 1979.
Tornato in Polonia, fu allenatore e primo presidente della squadra femminile di hockey su ghiaccio di Łódź.

### Nazionale
Con la Nazionale polacca ha giocato complessivamente 118 partite, segnando 50 reti. Dal 1965 al 1973 ha preso parte a 3 campionati mondiali di Gruppo A (1966, 1970, 1973) e 4 di Gruppo B (1965, 1967, 1969, 1971). Nel 1972 fece parte della squadra olimpica impegnata a Sapporo.

## Palmarès

### Individuale
- Capocannoniere di I Liga: 2

1966-1967 (31 gol), 1967-1968 (33 gol)